# Upper Niumi
Upper Niumi é um distrito da Gâmbia.